# Autréville-Saint-Lambert
Autréville-Saint-Lambert is een gemeente in het Franse departement Meuse in de regio Grand Est en telt 52 inwoners (2009). De plaats maakt deel uit van het arrondissement Verdun.

## Geografie
De oppervlakte van Autréville-Saint-Lambert bedraagt 3,9 km², de bevolkingsdichtheid is dus 13,3 inwoners per km².
De onderstaande kaart toont de ligging van Autréville-Saint-Lambert met de belangrijkste infrastructuur en aangrenzende gemeenten.

## Demografie
Onderstaande figuur toont het verloop van het inwonertal (bron: INSEE-tellingen).